# 仙台浅草

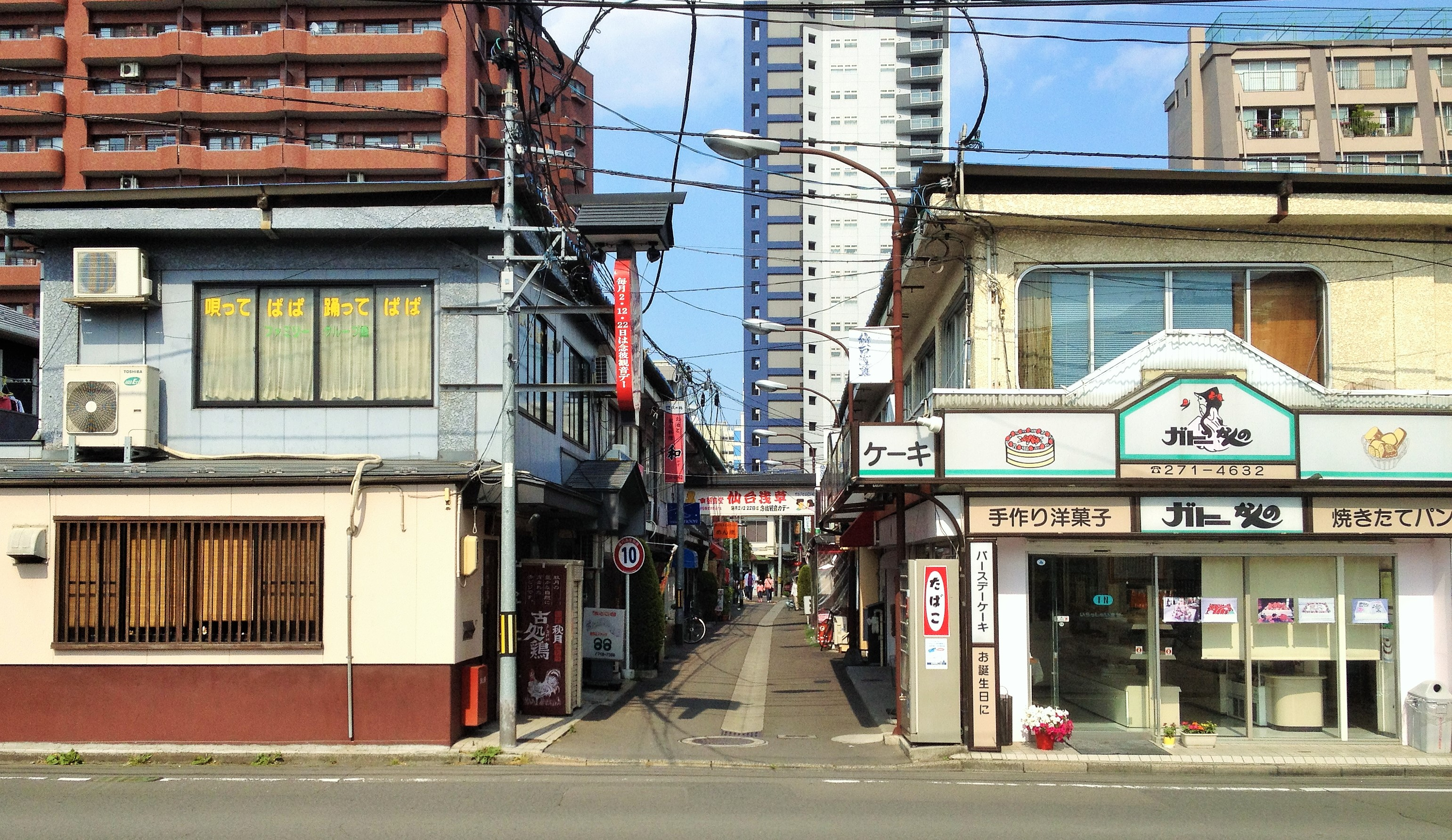
西側（堤通側）から見た仙台浅草（2015年6月）

仙台浅草（せんだいあさくさ）は、宮城県仙台市青葉区昭和町にある横丁である（Google マップ）。店舗は北仙台商店会に加盟している。

## 概要
北仙台地区の南方に位置し、堤通との丁字路を西端（北緯38度16分48.4秒 東経140度52分4.8秒 / 北緯38.280111度 東経140.868000度）、県道北仙台停車場線との丁字路を東端（北緯38度16分48.6秒 東経140度52分9.6秒 / 北緯38.280167度 東経140.869333度）とする、全長120mほどの横丁である。飲食店、洋菓子店、八百屋、鮮魚店など約30店舗が集積する。
南側に隣接する杜の都信用金庫北仙台支店（北緯38度16分47.8秒 東経140度52分8.7秒 / 北緯38.279944度 東経140.869083度）の駐車場を主会場とする北仙台商店会主催の夏祭りや、仙台浅草の通り上で2003年（平成15年）から開催されているフリーマーケットでは多くの来街者が訪れる。
2018年公開の映画『祈りの幕が下りる時』のロケ地としても知られる。

## 歴史
1937年（昭和12年）、仙台市電北仙台線の開通に伴い、仙台鉄道の通町駅 - 北仙台駅間が廃止になって北仙台駅（北緯38度16分49秒 東経140度52分12.4秒 / 北緯38.28028度 東経140.870111度）が始発になった。すると、廃線跡に材木商店が開業した。
1950年（昭和25年）の風水害で仙台鉄道は不通になり、そのまま北仙台駅 - 加美中新田駅間が廃止になった。仙台鉄道の北仙台駅跡地はのちに宮城交通本社と北仙台ターミナルとなった。
一方、材木商は戦後に廃業してしまうが、その跡地に1958年（昭和33年）、日用品の市場の「北仙台駅前交易センター」が開業。形成された横丁は、東京・浅草にあやかりたいとの願いから「仙台浅草」と呼ばれるようになった。
1969年（昭和44年）4月、仙台市電北仙台線が廃止。1970年（昭和45年）2月には住居表示が実施され、仙台浅草を含む国道4号（現・県道仙台泉線）沿い北側一帯の住所が「仙台市荒巻字木蔵前」（きぐらまえ）から、国道4号沿い南側も含めて「仙台市昭和町」になった。この頃から仙台浅草では、居酒屋やスナックといった夕方から営業する店が出始めた。
2003年（平成15年）に宮城交通本社が移転、北仙台ターミナルも廃止となり、跡地には2006年（平成18年）2月にライオンズタワー仙台青葉が竣工した。2008年（平成20年）のリーマン・ショック後の仙台浅草の状況は、昼間に営業する店が数軒にまで減少し、夕方以降営業の飲食店ばかりになっていた。また、店主も客層も高齢化し、約30店舗の内、1/3の約10店舗が空き店舗になるほど活気を失った。
2011年（平成23年）3月11日に発生した東北地方太平洋沖地震（東日本大震災）の後、他地区において震災で被災したり、店舗が取り壊しになったりした若手店主が移ってきて出店が続き、空き店舗がほぼ解消した。また、ダイニングバー、もつ鍋屋、朝鮮料理屋などの出店により客層が若返り、週末を中心に活気を取り戻した。

## アクセス
- JR仙山線・北仙台駅から徒歩2分。
- 地下鉄南北線・北仙台駅の南1出口から徒歩3分。